# Bernd Gramminger
Bernd Gramminger (* 8. Juli 1966 in Mannheim) ist ein ehemaliger deutscher Fußballspieler und Boxer.

## Karriere

### Boxen
Der gelernte Kaufmann Bernd Gramminger boxte für einen Speyerer Klub in der 2. Bundesliga.

### Fußball
Im Fußball begann Gramminger beim FV Mundenheim, spielte später bei Südwest Ludwigshafen und kam 1984 zum VfR Bürstadt und damit in den Profifußball (2. Bundesliga). Er absolvierte 1984/85 17 Zweitligaspiele unter Trainer Lothar Buchmann, die Mannschaft stieg aber nach der Saison in die Oberliga Hessen ab. 1986 erreichte er mit Bürstadt das Finale der Fußball-Amateurmeisterschaft, in dem man sich dem BVL 08 Remscheid geschlagen geben musste. 1987 wechselte Gramminger zum Hessenliga-Konkurrenten Viktoria Aschaffenburg, mit dem er zunächst im DFB-Pokal überraschend bis ins Viertelfinale kam (unter anderem wurde der 1. FC Köln besiegt) und nach der Saison in die 2. Bundesliga aufstieg. Allerdings folgte der direkte Abstieg. Anfang der Neunziger kehrte er zum VfR Bürstadt zurück und wechselte schließlich 1992 zu Kickers Offenbach, wo er lange Jahre aktiv war. Er spielte mit dem OFC in der Oberliga und in der Regionalliga, ehe er mit seinem Verein 2000 den zweiten Aufstieg in die zweite Liga seiner Karriere feiern konnte. Dort kam Gramminger aber nicht mehr zum Einsatz, weil er im Sommer 2000 seine Karriere als Sportinvalide beenden musste. Ein weiterer Erfolg mit den Offenbacher Kickers war 1994 das Erreichen des Finales der Amateurmeisterschaft, das allerdings mit 0:1 gegen Preußen Münster verloren ging.
Vom 12. März 2003 bis zum 2. Mai 2003 war Gramminger vorübergehend Cheftrainer von Viktoria Aschaffenburg. Von 2011 bis 2015 war Gramminger Jugendtrainer bei Viktoria Aschaffenburg. Er trainierte die U-17-Auswahl. 2011 stieg Gramminger mit den U-17-Junioren der Aschaffenburger in die Bayernliga auf. Gleiches gelang ihm 2014.

#### Statistik
| Liga          | Spiele (Tore) |
| ------------- | ------------- |
| 2. Bundesliga | 43 (1)        |
| Regionalliga  | 83 (3)        |
| Wettbewerb    |               |
| DFB-Pokal     | 09 (1)        |